# Tendaguripterus
Tendaguripterus (лат.) — род птерозавров из монотипического семейства Tendaguripteridae, чьи окаменелые останки обнаружены в верхнеюрских (верхний киммериджский ярус, 155,7—150,8 млн лет назад) слоях формации Тендагуру, Мтвара, Танзания.
Во время немецкой экспедиции в Германскую Восточную Африку было собрано некоторое количество ископаемого материала, принадлежащего птерозавру, который был признан таковым Гансом Реком в 1931 году. Название новому роду в 1999 году дали Дэвид Анвин и Вольф-Дитер Генрих. Типовым и единственным видом является Tendaguripterus recki. Родовое наименование происходит от названия формации Тендагуру, где были найдены окаменелости, с добавлением латинизированного греческого слова πτερόν, а видовое имя дано в честь Река.
Типовой вид основан на голотипе MB.R.1290, частичной нижней челюсти с зубами, в районе симфиза. Обратная сторона верхней части симфиза сильно вогнутая. Зубы в заднем отделе фрагмента челюсти очень сильно скошены назад. Кроме того, они самые длинные. Относительно далеко расположенные друг от друга зубы имеют слегка утолщённый край. В целом, это был небольшой птерозавр: длина черепа оценивается в 20 см, а размах крыльев — около метра. Сообщение об открытии этого птерозавра является первым из Тендагуру. Сперва Tendaguripterus описывался как представитель семейства Germanodactylidae, позже рассматривался как более общий джунгариптероид (неопределённого родства), что указывает на источник его питания: крабов и прочих ракообразных. Косвенно это подтверждается слегка приподнятыми краями гнёзд зубов. В 2007 году Александр Келлнер заявил, что сходство птерозавра с германодактилем или джунгариптером является поверхностным, и что нет уверенности даже в том, что летающий ящер вообще был птеродактилем, а не более базальным птерозавром. В связи с этим, он причислил его к новому семейству Tendaguripteridae, где этот птерозавр является единственным представителем.